# Anticollix nigricata
Anticollix nigricata là một loài bướm đêm trong họ Geometridae.